# تناجر الجنة
تناجر الجنة (الاسم العلمي: Tangara chilensis)، هو نوع من الطيور ينتمي إلى فصيلة تناجر ضمن رتبة العصفوريات. وهو طائر مغرد ملوّن متوسط الحجم يصل طوله ما بين 13سم إلى 15سم. ويتواجد في المناطق المدارية في أمريكا الجنوبية من شمال وغرب حوض الأمازون وفي دول فنزويلا وبيرو وكولومبيا والأكوادور وبوليفيا والبرازيل. وعلى الرغم من الاسم العلمي إلا أنه لا يتواجد في تشيلي.

## روابط خارجية
- Paradise Tanager videos on the Internet Bird Collection
- BirdLife Species Factsheet
- Photo-Medium Res; Article borderland-tours
- Stamps (for الإكوادور, غيانا, باراغواي, سورينام)
- Paradise Tanager photo gallery VIREO